# تابعو التابعين
تابع التابعي هو من لقي التابعي من الثقلين مؤمنا بالنبي محمد ومات على الإسلام. عن عمران بن حصين أنه قال: سمعت رسول الله ﷺ يقول: «خير الناس قرني ثم الذين يلونهم ثم الذين يلونه» سنن الترمذي.

## عصرهم
عصر تابعي التابعين هو العصر الذي يلي عصر التابعين، وهو يبدأ من سنة مائة وسبعين تقريبًا، قال السيوطي: «والأصح أنه - يعني القرن - لا ينضبط بمدة، فقرنه ﷺ  هم الصحابة وكانت مدتهم من المبعث إلى آخر من مات من الصحابة مائة وعشرين سنة، وقرن التابعين من مائة سنة إلى نحو سبعين، وقرن أتباع التابعين من ثم إلى نحو العشرين ومائتين». من أشهر أتباع التابعين الإمام مالك بن أنس ومحمد الباقر وجعفر الصادق بالمدينة المنورة، وسفيان بن عيينة بمكة المكرمة، والأوزاعي بالشام، والليث بن سعد بمصر، وأبو يوسف بالعراق.

## فضلهم
روى البخاري عن عبد الله بن مسعود أن النبي قال: «خير الناس قرني ثم الذين يلونهم ثم الذين يلونهم ثم يجيء قوم تسبق شهادة أحدهم يمينه ويمينه شهادته قال إبراهيم وكانوا يضربوننا على الشهادة والعهد ونحن صغار». وقد ورد الحديث بألفاظ مختلفة. قال الحافظ محمد عبد الرؤوف المناوي: «خير الناس أهل قرني أي عصري من الاقتران في الأمر الذي يجمعهم يعني أصحابي أو من رآني ومن كان حياً في عهدي ومدتهم من البعث نحو مئة وعشرين سنة». قال الزمخشري: «والقرن الأمة من الناس سميت قرناً لتقدمها على التي بعدها (ثم الذين يلونهم) أي يقربون منهم وهم التابعون وهم من مئة إلى تسعين (ثم الذين يلونهم) أتباع التابعين وهم إلى حدود العشرين ومائتين»، ثم ظهرت البدع وأطلقت المعتزلة ألسنتها ورفعت الفلاسفة رؤوسها وامتحن أهل العلم بالقول بخلق القرآن ولم يزل الأمر في نقص إلى الآن».